# Believe What I Say
«Believe What I Say» — песня американского рэпера Канье Уэста с его десятого студийного альбома Donda (2021). В песне использованы дополнительные вокальные партии Буджу Бэнтона, Dem Jointz и Сталоне, а также семплы песни «Doo Wop (That Thing)» Лорин Хилл. Она была выпущена в качестве третьего сингла альбома 30 ноября 2021 года (в качестве второго сингла для радиоформатов) на US rhythmic contemporary radio.
Песня заняла 28-е место в Billboard Hot 100, а также попала в топ-40 в Австралии и Канаде.

## История
15 сентября 2020 года Уэст опубликовал серию твитов о своих отношениях с Universal Music Group. В твитах рэпер выразил желание выкупить свои записи. Далее он опубликовал полный текст своего контракта с Universal. Он также заявил, что «больше не выпустит никакой музыки, пока не разберусь со своим контрактом с Sony и Universal». На следующий день, 16 сентября, Уэст вылетел в Ямайку для записи музыки с Буджу Бэнтоном и Saint Jhn, первый из которых представлен на этом треке. 26 сентября Уэст поделился фрагментом песни «Believe What I Say» на своей странице в Твиттере. Песня содержит семпл песни Лорин Хилл 1998 года «Doo Wop (That Thing)».
Официально трек был представлен 26 августа 2021 года на прослушивании Donda на стадионе Soldier Field. 9 сентября композитор Антман Уандер, которого изначально не включили в титры, выложил оригинальную версию трека, заявив, что Уэст не указал должным образом его вклад в Donda, а также вклад нескольких других исполнителей. Впоследствии титры были обновлены, теперь в них указан и его вклад.

## Участники записи
- Канье Уэст — продюсирование, вокал, авторство песни
- Dem Jointz — продюсирование, дополнительный вокал, звукорежиссура, авторство песни
- Буджу Бэнтон — дополнительный вокал, авторство песни
- BoogzDaBeast — ко-продакшн, авторство песни
- FnZ[англ.] — ко-продакшн, авторство песни
- Ojivolta[англ.] — ко-продакшн, авторство песни
- Антман Уандер — дополнительный продакшн
- Сталоне — дополнительный вокал, авторство песни
- Ирко — микширование, мастеринг
- Девон Уилсон — звукозапись
- Микалай Скробат — звукозапись
- Джош Берг — звукозапись
- Престон Рид — звукозапись
- Луис Белл — монтаж вокала
- Патрик Хандли — монтаж вокала

## Чарты
| Чарт (2021—2022)                      | Высшая позиция |
| ------------------------------------- | -------------- |
| Австралия (ARIA)                      | 17             |
| Канада (Billboard Canadian Hot 100)   | 29             |
| Франция (SNEP)                        | 102            |
| Мир (Billboard Global 200)            | 26             |
| США (Billboard Hot 100)               | 28             |
| США (Billboard Hot Christian Songs)   | 8              |
| США Gospel Songs (Billboard)          | 7              |
| США (Billboard Hot R&B/Hip-Hop Songs) | 15             |
| США (Billboard Rhythmic)              | 20             |

| Чарт (2021)                  | Позиция |
| ---------------------------- | ------- |
| США (Billboard)              | 38      |
| США Gospel Songs (Billboard) | 10      |

## Сертификации
| Регион                                                                      | Сертификация | Продажи |
| --------------------------------------------------------------------------- | ------------ | ------- |
| США (RIAA)                                                                  | Золотой      | 500 000 |
| Данные о продажах + прослушиваниях приведены только на основе сертификации. |              |         |